# Jacek Szwajcowski
Jacek Szwajcowski (ur. 26 stycznia 1964) – założyciel i prezes Zarządu spółki Pelion S.A. działającej w sektorze ochrony zdrowia.

## Życiorys
W 1988 r. ukończył studia na Wydziale Mechanicznym Politechniki Łódzkiej, uzyskując tytuł magistra inżyniera. Karierę zawodową rozpoczął w Zakładzie Sprzętu Przeciwpożarowego w Łodzi. W latach 1989–1995 pełnił funkcję wiceprezesa i prezesa Przedsiębiorstwa Wdrażania Postępu Technicznego „Pionier” Sp. z o.o. W roku 1990 założył Hurtownię Leków Medicines Sp. z o.o., obecnie funkcjonującą pod nazwą Pelion S.A.
Jacek Szwajcowski pełni funkcję prezesa Zarządu Pelion S.A. (od listopada 1994 r.), prezesa Zarządu Polskiej Rady Biznesu (od maja 2015 r.; wcześniej na stanowisku wiceprezesa Zarządu tej organizacji) oraz Członka Rady Nadzorczej Eurocash S.A. w Komornikach (od maja 2013 r.), Pharmena S.A. w Łodzi (od czerwca 2013 r.) i Corporation of European Pharmaceutical Distributors w Amsterdamie (od listopada 2011 r.). Jest przewodniczącym Rady Nadzorczej ePRUF S.A. (od października 2008 r.) i EUBIOCO S.A. w Łodzi (od listopada 2010 r.), wiceprzewodniczącym Rady Nadzorczej Intelligent Logistic Solutions Sp. z o.o. w Łodzi (od grudnia 2012 r.), a także Członkiem Rady Fundacji na Rzecz Rozwoju Instytutu „Centrum Zdrowia Matki Polki” (od grudnia 2014 r.). Od 2000 r. uczestniczy w corocznych spotkaniach World Economic Forum, a od 2005 r. jest członkiem Forum of Young Global Leaders. W 2011 r. został członkiem zespołu doradców społecznych prezydent Łodzi Hanny Zdanowskiej. Ponadto od września 2004 r. do kwietnia 2010 r. pełnił funkcję prezesa Zarządu Daruma Sp. z o.o. w Łodzi, a od listopada 2006 r. do listopada 2008 r. był Członkiem Rady Nadzorczej DOZ S.A. w Warszawie. W 2005 uczestniczył w spotkaniu Grupy Bilderberg.
Jacek Szwajcowski jest inicjatorem powstania i przewodniczącym Rady Nadzorczej Fundacji „Dbam o Zdrowie”, utworzonej w 2007 r. w celu niwelowania barier w dostępie do leków dla najbardziej potrzebujących. Jako pasjonat historii farmacji zainicjował otwarcie prywatnego Muzeum Farmacji w Łodzi, a także wydawanie cyklu monografii poświęconych dziejom zabytkowych polskich aptek.

## Ordery i odznaczenia
- Krzyż Kawalerski Orderu Odrodzenia Polski (2014) „za wybitne zasługi dla rozwoju i promocji polskiej przedsiębiorczości oraz za osiągnięcia w działalności społecznej”
- Medal Pro Publico Bono im. Sabiny Nowickiej (2013)[10]